# Mölndals stad
Se även Mölndals kommun, som efter 2004 i vissa sammanhang också kallas Mölndals stad
Mölndals stad var en tidigare kommun i Göteborgs och Bohus län.

## Administrativ historik
Mölndals stad bildades 1922 genom ombildning av Fässbergs landskommun, där Mölndals municipalsamhälle inrättats 7 juli 1911.  Mölndals stad ombildades 1971 till Mölndals kommun.
I likhet med andra under 1900-talet inrättade stadskommuner fick staden inte egen jurisdiktion utan ingick till 1955 i Askims, Hisings och Sävedals tingslag och mellan 1955 och 1971 i Askims och Mölndals tingslag.
Mölndals församling bildades 1922 genom en namnändring av Fässbergs församling. Mölndals församling delades 1977 och en del återfick namnet Fässbergs församling.

### Sockenkod
För registrerade fornfynd med mera, så definieras området av sockenkod 1582, vilket motsvarar den omfattning staden hade kring 1950. Det innebär att även Fässbergs socken omfattas.

## Stadsvapen
Blasonering: En röd sköld med en bjälke av silver, åtföljd ovan av ett kvarnhjul och nedan av en skära, båda av nämnda metall. Vapnet fastställdes av Kungl Maj:t 1924 för Mölndals stad. Efter kommunbildningen registrerade detta hos Patent- och registreringsverket 1974.

## Geografi
Mölndals stad omfattade den 1 januari 1952 en areal av 48,00 km², varav 45,57 km² land.

### Tätorter i staden 1960
I Mölndals stad fanns del av tätorten Göteborga, som hade 26 428 invånare i staden den 1 november 1960. Tätortsgraden i staden var då 100,0 procent.

## Politik

### Mandatfördelning i valen 1922–1966
| 3 | 23 | 3 | 11 |

| 38 |

| 3 | 25 | 3 | 3 | 6 |

| 38 |

| 26 | 3 | 2 | 3 | 6 |

| 40 |

| 6 | 24 |  | 2 | 2 | 5 |

| 40 |

| 9 | 25 |  | 3 | 2 |

| 37 |

| 11 | 23 | 3 | 3 |

| 34 | 6 |

| 12 | 19 | 6 | 3 |

| 33 | 7 |

| 6 | 22 | 11 |  |

| 32 | 8 |

| 7 | 21 | 11 |  |

| 32 | 8 |

| 4 | 22 | 9 | 5 |

| 32 | 8 |

| 3 | 22 | 11 | 4 |

| 32 | 8 |

| 4 | 17 | 2 | 11 | 6 |

| 32 | 8 |